# Itambé (Bahia)
Itambé ist eine brasilianische Gemeinde im Bundesstaat Bahia. Die Bevölkerung betrug nach IBGE-Schätzungen von 2021 22.474 Einwohner (itambeense) bei einer Fläche von 1.534,575 km². Die Entfernung zur Hauptstadt Salvador beträgt 566 km.

## Bekannte Persönlichkeiten
- Filipe Augusto (* 1993), Fußballspieler